# Las Varas (Chihuahua)
Las Varas es una localidad del estado mexicano de Chihuahua. Es parte del municipio de Saucillo.

## Demografía
| Gráfica de evolución demográfica |
|                                  |

| Censo | Población |
| ----- | --------- |
| 1921  | 446       |
| 1930  | 554       |
| 1940  | 1 910     |
| 1950  | 1 672     |
| 1960  | 1 838     |
| 1970  | 2 078     |
| 1980  | 2 167     |
| 1990  | 2 150     |
| 2000  | 2 505     |
| 2010  | 2 410     |
| 2020  | 2 467     |